# Créteil – Université metróállomás
A Créteil – Université egy metróállomás Franciaországban, Párizsban a párizsi metró 8-as metróvonalán. Tulajdonosa és üzemeltetője a RATP.

## Metróvonalak
Az állomást az alábbi metróvonalak érintik:
- 8-as metróvonal

## Kapcsolódó állomások
A metróállomáshoz az alábbi állomások vannak a legközelebb:
- Créteil – L’Échat (Balard, 8-as metróvonal)
- Créteil – Préfecture (Pointe du Lac, 8-as metróvonal)